# V wojna wenecko-turecka
V wojna wenecko-turecka – konflikt zbrojny pomiędzy Republiką Wenecką a Imperium Osmańskim w latach 1570–1573. 
Wojna była jedną z licznych w serii konfliktów pomiędzy Ligą Świętą a osmańską Turcją. Jednym z pierwszych działań Turków było zdobycie Nikozji w 1570. W tym samym roku armia turecka pod wodzą Mustafy Lala Paszy rozpoczęła oblężenie Famagusty. Po 11 miesiącach obrońcy (w tym dowódca sił weneckich Marcantonio Bragadin) zdecydowali się na kapitulację, jednak mimo zapewnień strony tureckiej o możliwości ewakuacji zostali pojmani, poddani torturom i uśmierceni. Rok później połączone siły hiszpańsko-wenecko-papieskie rozbiły flotę turecką w bitwie pod Lepanto, jednak nie odwróciło to wyniku wojny. Konflikt zakończył się zawarciem traktatu w 1573 roku, na mocy którego Turcja przejęła Cypr, kończąc tym samym trwające od 1489 weneckie rządy na wyspie.